# 6月26日 (旧暦)
旧暦6月26日は旧暦6月の26日目である。六曜は先勝である。

## できごと
- 養老5年（ユリウス暦721年7月24日） - 信濃国から諏方国を分置
- 延長8年（ユリウス暦930年7月24日） - 清涼殿落雷事件。清涼殿に落雷し公卿2人が即死。菅原道真の怨霊との噂が流れる
- 応永26年（ユリウス暦1419年7月18日） - 応永の外寇。倭寇の侵掠に悩まされ続けていた朝鮮が、根拠地覆滅の為に対馬に来襲
- 明治4年（グレゴリオ暦1871年8月12日） - 長崎～上海の海底電信線が開通。日本初の国際電報開始

## 誕生日
- 天文14年（ユリウス暦1545年8月3日） - 鎌田政近、戦国期の武将、島津氏家臣（+ 1605年）
- 天保4年（グレゴリオ暦1833年8月11日） - 木戸孝允（桂小五郎）、維新の三傑の一人（+ 1877年）
- 文久3年（グレゴリオ暦1863年8月10日） - 清沢満之、真宗大谷派の僧侶･哲学者（+ 1903年）

## 忌日
- 延長8年（ユリウス暦930年7月24日） - 藤原清貫、権大納言兼民部卿、清涼殿落雷事件で即死（* 867年）
- 享保17年（グレゴリオ暦1732年8月16日） - 細川宣紀、第4代熊本藩主（* 1676年）